# DePauw University
Die DePauw University ist eine Privatuniversität in Greencastle (Indiana), Vereinigte Staaten. 
Die Universität wurde 1837 von der Methodistischen Kirche unter dem Namen Indiana Asbury University gegründet (benannt nach Francis Asbury, dem ersten amerikanischen Bischof der Kirche) und im Jahre 1884 zu Ehren des Unternehmers Washington C. DePauw (1822–1887) umbenannt, der große Summen an die Universität gespendet hatte.
Als sogenanntes „liberal arts college“ (mit Beschränkung auf undergraduate studies) bietet DePauw nur Bachelor-Abschlüsse an, wobei der akademische Schwerpunkt neben den Geisteswissenschaften auf dem Journalismus und der Musik liegt. Die Universität hat eine der ältesten Musik-Fakultäten des Landes und eine Journalistenvereinigung wurde 1909 auf dem Campus gegründet (Society of Professional Journalists). Aus dem Journalismus-Programm der Universität gingen zahlreiche US-weit erfolgreiche Journalisten und der Zeitungsunternehmer Eugene C. Pulliam (1889–1975) hervor.

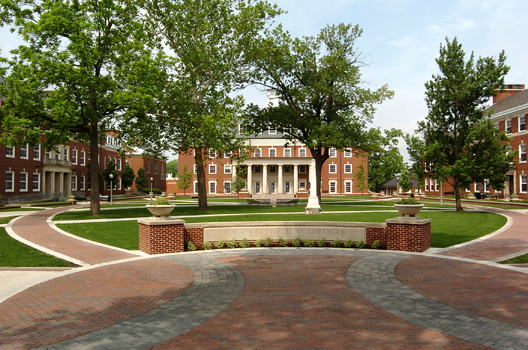
Campus der DePauw University mit Blick auf die Hauptbibliothek

Im Umfeld der Universität hat sich die erste Studentenverbindung für Frauen (sorority) in den USA gebildet. Heute sind ca. 70 Prozent aller Studierenden in Studentenverbindungen organisiert. Das Football-Team (die Depauw Tigers) trägt jährlich seit 1890 gegen das benachbarte Wabash College eine der ältesten Lokal-Rivalitäten im College-Football aus (das Monon Bell Classic). Die Damen-Basketballmannschaft wurde 2007 US-Meister in der College-Sport-Division III.

## Zahlen zu den Studierenden, den Dozenten und zum Vermögen
Im Herbst 2021 waren 1.724 Studierende an der DePauw University eingeschrieben, die alle ihren ersten Studienabschluss anstrebten; sie waren also undergraduates. Von diesen waren 51 % weiblich und 49 % männlich; 3 % bezeichneten sich als asiatisch, 6 % als schwarz/afroamerikanisch, 9 % als Hispanic/Latino, 62 % als weiß und weitere 17 % kamen aus dem Ausland. Es lehrten 230 Dozenten an der Universität, davon 189 in Vollzeit und 41 in Teilzeit.
Die Studentenzahl betrug 2.398 im Frühjahrssemester 2008.
Der Wert des Stiftungsvermögens der Universität lag 2021 bei 801,7 Mio. US-Dollar und damit 15,7 % höher als im Jahr 2020, in dem es 692,9 Mio. US-Dollar betragen hatte.

## Persönlichkeiten
Der deutsche Bundeskanzler Willy Brandt sprach im Jahre 1990 im Rahmen einer traditionellen Vortragsreihe an DePauw. Zu den bekannten Absolventen der Universität gehören neben mehreren Journalisten auch der Nobelpreisträger für Medizin von 1998 Ferid Murad, der ehemalige Vizepräsident der Vereinigten Staaten Dan Quayle, und der ehemalige Abgeordnete des US-Repräsentantenhauses und stellvertretende Vorsitzende der Ermittlungskommission zu den Terroranschlägen des 11. September 2001 Lee Hamilton. Weiterhin die Leiterin des Hilfswerk der Vereinten Nationen für Palästina-Flüchtlinge im Nahen Osten Karen Koning AbuZayd, Space-Shuttle-Astronaut Joseph P. Allen, der Präsident der US-Abteilung der Kaffeehauskette Starbucks Jim Alling, die Sopranistin Pamela Coburn, die Suffragette Anna Elizabeth Dickinson, der Chemiker Percy Lavon Julian, der Schriftsteller Gene Brewer und der Basketballtrainer Brad Stevens. Namhafte Journalisten, die an DePauw studierten, sind unter anderem der Pulitzer-Preisträger James Bennett Stewart, der Korrespondent im Weißen Haus für den US-Fernsehsender Fox News Channel Bret Baier und John McWethy, der beim Fernsehsender ABC tätig war.